# ハノーバー郡区 (アイオワ州アラマキー郡)
ハノーバー郡区は、アメリカ合衆国、アイオワ州、アラマキー郡にある18の郡区の一つである。2000年の国勢調査で、人口は173人だった。

## 地理
ハノーバー郡区は、93.1平方キロメートル（35.96平方マイル)で、組み込まれている自治体(incorporated settlements)は存在しない。アメリカ地質調査所によると、この郡区はIowa RiverとO'Hare PlaceとSaint Patricksの3つの霊園が含まれている。